# Niccolò Caetani
Pour les articles homonymes, voir Caetani.
Niccolò Caetani  (en français Nicolas Cajetan), né à Rome, alors la capitale des États pontificaux, le 23 février 1526 et mort à Rome le 1er mai 1585, est un cardinal italien du XVIe siècle.
Son père est un cousin de Paul III et il est un descendant de Boniface VIII. Il est l'oncle du cardinal Enrico Caetani (1585), le grand-oncle des cardinaux Bonifacio Caetani (1606) et Antonio Caetani (1621), l'arrière-arrière-grand-oncle du cardinal
Luigi Caetani (1626). Le cardinal Antonio Caetani (1402) est aussi de sa famille.

## Biographie
Niccolò Caetani est protonotaire apostolique et est promu cardinal à 10 ans. Le pape Paul III le crée cardinal in pectore lors du consistoire du 22 décembre 1536. Sa création est publiée le 13 mars 1538.
Il est nommé administrateur de Bisagno en 1536, évêque de Conza en 1539 et promu archevêque de Capoue en 1546. Il résigne l'administration de Bisagno en 1549 et est nommé administrateur de Quimper en 1550.
Le cardinal Caetani participe au conclave de 1549-1550 lors duquel Jules III est élu, aux deux conclaves de 1550 (élection de Marcel II et de Paul IV), au conclave de 1559 (élection de Pie IV), de 1565-1566 (élection de Pie V), de 1572 (élection de Grégoire XII) et de 1585 (élection de Sixte V). Il est camerlingue du Collège des cardinaux en 1577 et 1578.